# Pericoma diversa
Pericoma diversa är en tvåvingeart som beskrevs av Tonnoir 1919. Pericoma diversa ingår i släktet Pericoma och familjen fjärilsmyggor. Inga underarter finns listade i Catalogue of Life.